# Szagan (dopływ Uralu)
Szagan (ros. Чаган, Czagan) — rzeka w północno-zachodnim Kazachstanie, prawy dopływ Uralu. Długość – 264 km, powierzchnia zlewni – 7530 km², średni przepływ – 7,7 m³/s (40 km od ujścia). Reżim śnieżny.
Szagan wypływa w południowo-zachodniej części płaskowyżu Wielki Syrt, płynie na południe. Przecina granicę rosyjsko-kazachską, wypływa na Nizinę Nadkaspijską i uchodzi do Uralu w mieście Orał. Latem wysycha i przeobraża się z łańcuch małych jeziorek. Wody używane do nawadniania, zwłaszcza sadów.
W 1919 nad Szaganem toczyły się krwawe walki z bolszewikami.